# Junqueirópolis (kommun)
Junqueirópolis är en kommun i Brasilien.   Den ligger i delstaten São Paulo, i den södra delen av landet, 700 km sydväst om huvudstaden Brasília. Antalet invånare är 18 726.
Följande samhällen finns i Junqueirópolis:
- Junqueirópolis

Trakten runt Junqueirópolis består i huvudsak av gräsmarker. Runt Junqueirópolis är det ganska glesbefolkat, med 30 invånare per kvadratkilometer.